# Gelatiere

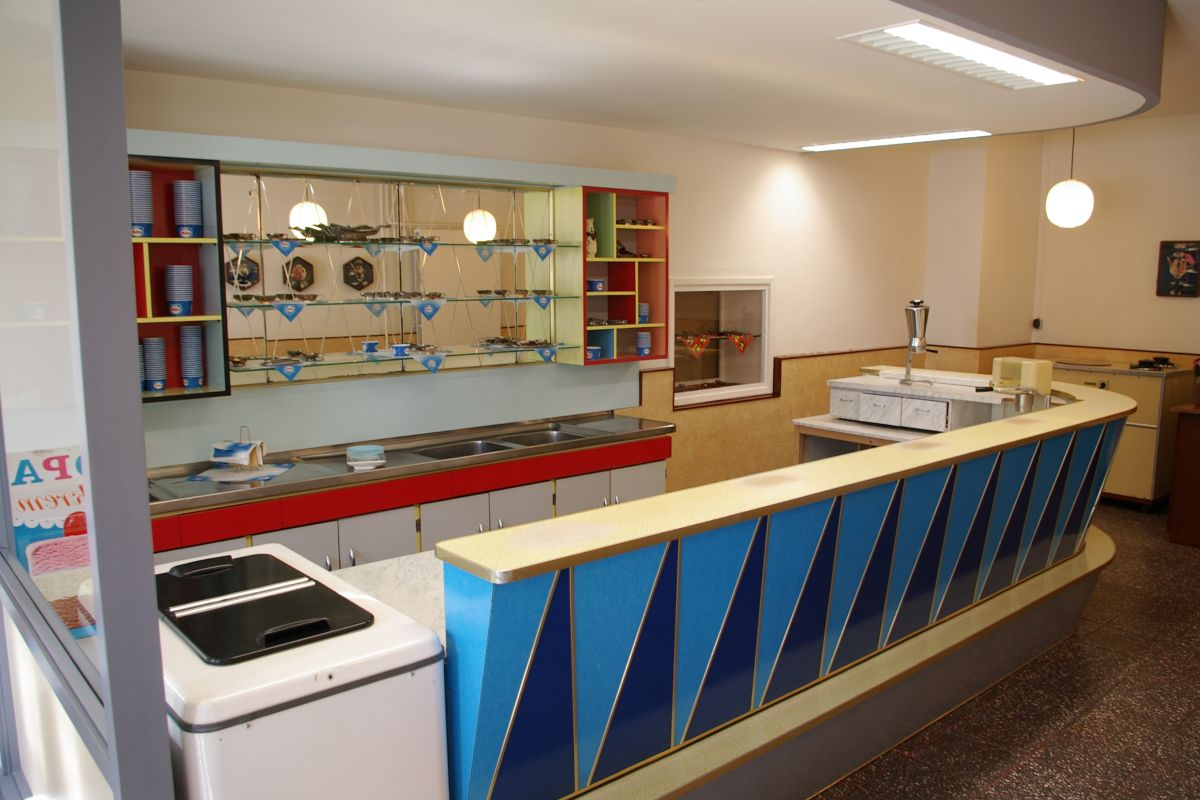
Nachbau einer italienischen Eisdiele

Gelatiere (Mz. Gelatieri), auch Gelataio, ist die italienische und vielfach auch in anderen Ländern gebräuchliche Bezeichnung für einen alten Handwerksberuf in der Gastronomie. Gelatieri befassen sich mit der handwerklichen Herstellung von Speiseeis sowie mit dessen Vertrieb in Eisdielen, Eiscafés oder Eissalons und im ambulanten Verkauf. Traditionell werden Eisdielen als Familienunternehmen geführt und befinden sich zumeist bis in die Gegenwart sowohl in Italien als auch im Ausland im Besitz einer Reihe von italienischen Familien, die ursprünglich aus den Dolomiten stammen.
Im deutschen Sprachraum wird der Beruf auch als Eismacher bezeichnet, während der ambulante Eisverkäufer umgangssprachlich als Eismann bekannt ist. In Deutschland bestand von 2008 bis 2014 eine zweijährige Berufsausbildung zum Speiseeishersteller und von 2014 bis 2019 eine dreijährige Ausbildung zur damals so benannten Fachkraft für Speiseeis. Arbeitsplätze für Gelatieri und Speiseeishersteller usw. finden sich zudem in der Speiseeisindustrie.

## Tal der Gelatieri
Rund zwei Drittel der 4000 Eisdielen-Besitzer in Deutschland kommen aus dem Val di Zoldo sowie dem benachbarten Val di Cadore in den Dolomiten, die beide als „Tal der Gelatieri“ gelten. Ab Ende des 19. Jahrhunderts wanderten Bauern aus dem damals seit kurzem italienisch gewordenen armen Belluno ins nördlichere Europa aus, um dort Eiscafés zu eröffnen, da sie vom Verkauf ihrer Agrarprodukte nicht mehr leben konnten, und die Geschäfte der traditionellen Gewerbe Holz- und Nagelherstellung eingebrochen waren. Der Überlieferung nach sollen sie ihre Fertigkeiten von einem Sizilianer erlernt haben. Zur Kühlung des Speiseeises wurde damals Eis von den Gletschern verwendet.

## Ausbreitung in Europa
1865 wanderte der erste Gelatiere aus Zoppè di Cadore nach Wien aus und erhielt die Genehmigung, einen Eiswagen im Wiener Prater aufzustellen. Um die einheimischen Händler zu schützen, verweigerten die Wiener Behörden später den Italienern den Gewerbeschein für den ambulanten Handel. So waren die Gelatieri gezwungen, Geschäftslokale anzumieten, die sie mit Bänken und Petroleumlampen ausstatteten: Das Eiscafé (ital.: Gelateria) war geboren. Von Wien als Ausgangspunkt schwärmten die Eismacher nach 1880 über Mitteleuropa aus.

## Gelatieri in Deutschland
Die beiden Weltkriege bedeuteten Rückschläge für ihre Geschäfte, nachdem sich die Gelatieri zwischen den Kriegen in Deutschland besonders an Rhein und Ruhr angesiedelt hatten, wobei das deutsch-italienische Bündnis dies ab den 1930er Jahren begünstigte. Nach dem Bruch der Achse im Jahre 1943 verließen fast alle Gelatieri Deutschland, viele kamen jedoch in den Zeiten des wirtschaftlichen Aufschwungs in den 1950er Jahren zurück. Noch heute gibt es im Ruhrgebiet besonders viele italienische Eisdielen; der Name entstand, weil die Gelatieri ihr Eis anfangs aus eigenen Wohnungen im Erdgeschoss verkauften. Damit die Kundschaft an die Öffnung heranreichen konnte, befestigten sie Holzbretter – Dielen – unter den Fenstern.

## Heutige Situation
Früher verbrachten die Gelatieri-Familien die sommerliche Saison in Deutschland, den Winter jedoch in ihrer Heimat, und die Eiscafés wurden ca. Mitte Oktober geschlossen. Diese Tradition hat sich mit der dritten und jüngeren Generationen teilweise verändert: Die jüngeren Familienmitglieder fühlen sich nicht mehr so stark der Heimat verbunden. Zudem wollen viele Italiener nicht mehr das Eiscafé der Familie übernehmen; diese werden zunehmend von Deutschen oder Angehörigen anderer Nationalitäten betrieben. Im Gegensatz zu früher wird auch im Winter Eis gegessen, so dass es sich lohnt, die Eisdielen geöffnet zu halten. Andererseits ist der Kostendruck so gestiegen, dass viele Eisdielen ganzjährig geöffnet bleiben und auch kleine Speisen anbieten müssen, um rentabel zu bleiben.
Die Gelatieri haben sich 1969 in der Union der italienischen Speiseeishersteller in Deutschland e. V. (Uniteis) zusammengeschlossen. 2009 hatte der Verband rund 1500 Mitglieder mit 2200 Eiscafés. Alljährlich im November findet seit 1959 in Longarone am Fuße des Zoldo-Tals die große Eis-Fachmesse Mostra Internazionale del Gelato Artigianale statt.

## Bekannte Gelatieri
Ein prominenter Gelatiere war der Kölner Nevio De Zordo, der als Bobfahrer 1972 in Sapporo bei den Olympischen Winterspielen eine Silbermedaille errang und zweimal Weltmeister wurde.

## Weitere Quellen
- Zeit.de vom 1. April 2004: Das Tal der Gelatieri
- LWL-Industriemuseum.org (Memento vom 23. Juni 2009 im Internet Archive)
- Museo Etnografico Zoppè di Cadore: Storia dell' emigrazione di Zoppè (italienisch)